# Президентские выборы в Кении (1992)
Президентские выборы в Кении прошли 29 декабря 1992 года в рамках всеобщих выборов.
Результаты были дискредитированы обвинениями во вбросе бюллетеней и повлекли этническое насилие в провинции Рифт-Валли. Human Rights Watch обвинила нескольких известных кенийских политиков, включая президента Даниэля арапа Мои и тогдашнего вице-премьера Джорджа Саитоти в подстрекательстве и организации насилия.
Это были также первые выборы в Кении, на которых избирался президент. До этих выборов, президент избирался Национальной ассамблеей Кении. С поправкой конституции 1969 года, президент автоматически избирался на всех всеобщих выборах, в 1969, 1974, 1979, 1983 и 1988. Явка составила 69,4 %.

## Результаты
| Кандидат                          | Партия                                     | Голоса    | %    |
| --------------------------------- | ------------------------------------------ | --------- | ---- |
| Даниэл арап Мои                   | Национальный союз африканцев Кении         | 1 927 645 | 36,6 |
| Кеннет Матиба                     | Форум за восстановление демократии — Асили | 1 354 856 | 25,7 |
| Мваи Кибаки                       | Демократическая партия                     | 1 035 507 | 19,6 |
| Огинга Одинга                     | Форум за восстановление демократии — Кения | 903 886   | 17,1 |
| Чибуле ва Тсума                   | Национальный конгресс Кении                | 15 393    | 0,3  |
| Джордж Аньона                     | Социалистический конгресс Кении            | 14 253    | 0,3  |
| Джон Мвау                         | Партия независимых кандидатов Кении        | 10 449    | 0,2  |
| Дэвид Нганга                      | Национальный демократический альянс Кении  | 8527      | 0,2  |
| Недействительные/пустые бюллетени |                                            |           |      |
| Итого                             | Итого                                      | 5 270 516 | 100  |
| Источник: Nohlen et al.           |                                            |           |      |

## Последствия
В 1993 году Кеннет Матиба подал петицию против результатов выборов. Однако он не был способен лично подписать петицию, что привело к тому, что судья Риага Омоло признала петицию недействительной. На тот момент, Матиба не был физически способен подписать бумаги и передал доверенности жене. В 2012 году судья Омоло был признан неприемлемым для работы в судебных органах по решению Коллегии судей и магистратов по проверке законности этого решения.